# Megachile tosticauda
Megachile tosticauda là một loài Hymenoptera trong họ Megachilidae. Loài này được Cockerell mô tả khoa học năm 1912.

## Hình ảnh

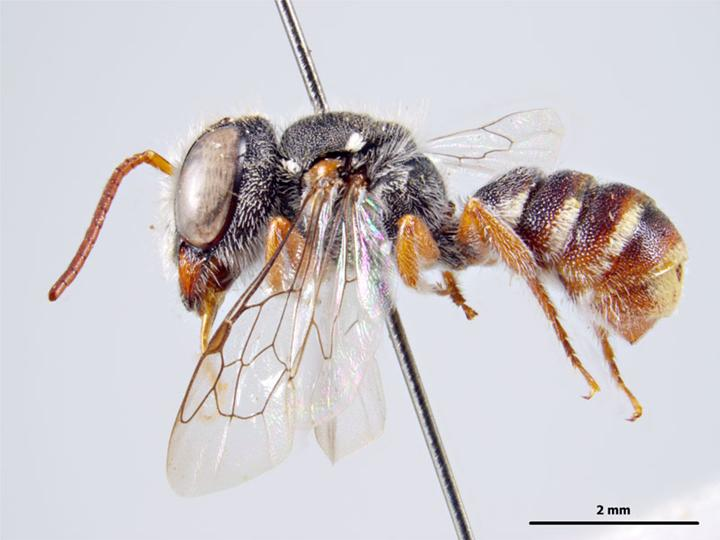